# Thorgal
Pour l’article homonyme, voir Thorgal (homonymie).
Thorgal est une série de bande dessinée belge d'heroic fantasy et de science-fiction, sur fond de mythologie scandinave, créée par Jean Van Hamme au scénario et Grzegorz Rosiński au dessin, débutée en 1977 dans Le Journal de Tintin, puis éditée en album par les Éditions du Lombard.
Entre 2007 et 2014, la série est scénarisée par Yves Sente à la suite de la décision de Van Hamme d'arrêter de scénariser la plupart de ses séries. Il diversifie la bande dessinée en créant trois séries parallèles, intitulées Les Mondes de Thorgal, centrées sur le passé du héros ou sur ses compagnons. Sente est par la suite remplacé par Xavier Dorison, mais ce dernier quitte la série après seulement un album, en raison de conflits scénaristiques. Il est remplacé par Yann, alors scénariste de deux des trois séries parallèles. En 2018, c'est Grzegorz Rosiński qui annonce son départ de la série et son remplacement par Fred Vignaux. 
Après l'arrêt de deux des séries Les Mondes de Thorgal, une nouveau spin-off est lancé en 2023. Sous le nom Thorgal Saga, il réunit des histoires uniques réalisées par différents artistes.

## Description

### Synopsis
Une trentaine d'années avant l'an mille.
Pris dans une tempête en pleine mer, une expédition viking découvre un bébé dans une mystérieuse embarcation (qui se révèle être une capsule spatiale). Le chef viking, Leif Haraldson, adopte l'enfant et le nomme Thorgal Aegirsson. Ils pensent en effet qu'il s'agit du fils d'Ægir, le dieu des mers, envoyé par Thor, le dieu de la foudre.
À la mort de Leif, le nouveau chef viking Gandalf-le-Fou oblige Thorgal à devenir scalde et à vivre à l'écart des autres. Seule l'amitié d'Aaricia, fille de Gandalf, réchauffe son enfance solitaire et leur amitié réciproque finit par se transformer en un amour profond.
Adulte, Thorgal est devenu un formidable guerrier doté d'une exceptionnelle habileté au tir à l'arc mais n'a pas hérité de l'amour du combat et de la violence du peuple viking. Aspirant à une vie tranquille, Thorgal et Aaricia décident de quitter le peuple viking pour vivre à l'écart de la cruauté des hommes, mais les nombreux dangers du monde semblent les rattraper à chaque fois.

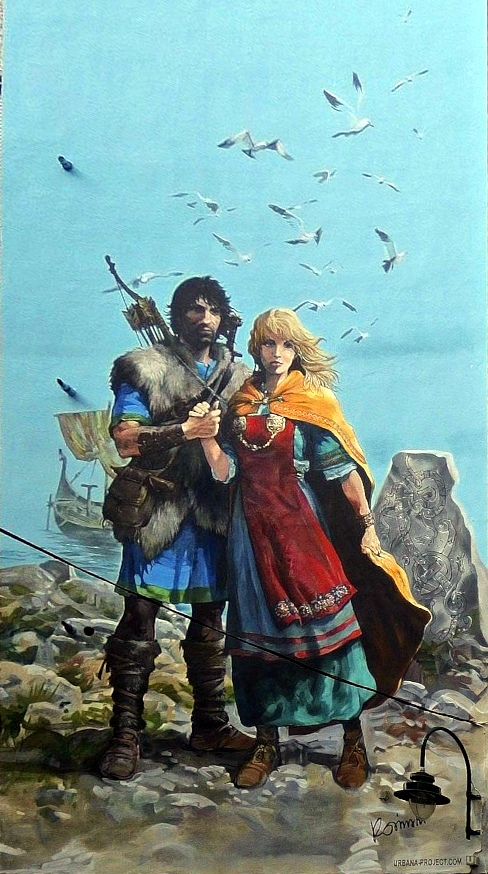
Thorgal et Aaricia sur un mur peint à Bruxelles.

Par la suite, Thorgal apprend qu'il est le dernier descendant du « peuple des étoiles », une civilisation évoluée qui peuplait la Terre des siècles auparavant. Il s'agirait des Atlantes. Une partie de cette civilisation choisit jadis de quitter la Terre. Mais le peuple des étoiles ayant épuisé les ressources de sa planète d'accueil, une expédition fut envoyée sur la Terre afin de la reconquérir. Malheureusement, une erreur d'atterrissage fit arriver les membres de l'expédition sur une île du Pôle Nord où la plupart succombèrent (on retrouvera le père et le grand-père de Thorgal dans les albums 9 à 13 constituant le Cycle du pays Qâ). Thorgal en réchappa car transporté dans une capsule de sauvetage dans laquelle sa mère le déposa, ce qui lui permit d'être ensuite recueilli par les Vikings.
Au fil de leurs aventures et de leurs voyages, Thorgal et Aaricia donnent naissance à deux enfants, Jolan puis Louve. Jolan développe rapidement des pouvoirs de modification de la matière, hérités du peuple des étoiles. Louve, quant à elle, possède le don de communiquer avec les animaux. Dans l'épisode Kriss de Valnor on apprend que Thorgal a eu un fils, nommé Aniel, avec Kriss, sa rivale depuis Les Archers, alors qu'il avait perdu la mémoire (Cycle de Shaïgan-sans-merci). À la mort de Kriss, Aaricia promet à la mère du garçon de s'en occuper comme l'un de ses propres enfants.
Puis Jolan prend le relais en tant que héros de la série. Dans Moi, Jolan, il honore la promesse qu'il a faite à Manthor dans Le Sacrifice (dernier album par Van Hamme) et tente de réussir les épreuves qu'il lui impose pour entrer à son service. Dans le même temps, Thorgal, Aaricia, Louve et Aniel s'installent au Northland. Aniel attirant la convoitise d'une étrange confrérie, Thorgal se voit dans l'obligation de mettre fin à sa retraite. Pour sauver son fils, il doit aller jusqu'à Bagdad…

### Personnages
Thorgal Aegirssonhéros de la série, ayant soif de liberté, il veut à tout prix s'éloigner du monde des hommes qu'il trouve fou et violent.
Aaricia Gandalfsdóttirépouse de Thorgal Aegirsson et princesse viking, fille de Gandalf-le-fou.
Kriss de Valnorambitieuse et sans scrupule, parfois alliée, mais le plus souvent ennemie, et néanmoins amoureuse de Thorgal qui ne répond pas à ses avances.
Jolan Thorgalssonpremier enfant de Thorgal et d’Aaricia.
Louve Thorgalsdóttirdeuxième enfant de Thorgal et d’Aaricia.
Aniel Thorgalssonfils de Thorgal et de Kriss de Valnor.

## Publication

### Prépublication
- Le Journal de Tintin, de 1977 à 1988 (tomes 1 à 13)
- Hello Bédé de septembre 1989 à 1993 (tomes 14 à 18)
- Planète BD : prépublication en 2010 de La Bataille d'Asgard (tome 32)

### Albums
| Cycle                                     | N° | Titre                               | Parution   | Auteurs                           | ISBN           |
| ----------------------------------------- | -- | ----------------------------------- | ---------- | --------------------------------- | -------------- |
| Cycle de la reine des mers gelées         | 1  | La Magicienne trahie                | janv. 1980 | Jean Van Hamme, Grzegorz Rosiński | 978-2803603586 |
| Cycle de la reine des mers gelées         | 2  | L'Île des mers gelées               | oct. 1980  | Jean Van Hamme, Grzegorz Rosiński | 978-2803603594 |
| Aventure indépendante : Le village maudit | 3  | Les Trois Vieillards du pays d'Aran | oct. 1981  | Jean Van Hamme, Grzegorz Rosiński | 978-2803600013 |
| Cycle des maîtres de Brek Zarith          | 4  | La Galère noire                     | mai 1982   | Jean Van Hamme, Grzegorz Rosiński | 978-2803600269 |
| Cycle des maîtres de Brek Zarith          | 5  | Au-delà des ombres                  | août 1983  | Jean Van Hamme, Grzegorz Rosiński | 978-2803604078 |
| Cycle des maîtres de Brek Zarith          | 6  | La Chute de Brek Zarith             | juin 1984  | Jean Van Hamme, Grzegorz Rosiński | 978-2803604515 |
| Cycle des origines                        | 7  | L'Enfant des étoiles                | sept. 1984 | Jean Van Hamme, Grzegorz Rosiński | 978-2803604604 |
| Aventure indépendante : L'Enfant-rêve     | 8  | Alinoë                              | fev. 1985  | Jean Van Hamme, Grzegorz Rosiński | 978-2803604825 |
| Cycle du pays Qâ                          | 9  | Les Archers                         | sept. 1985 | Jean Van Hamme, Grzegorz Rosiński | 978-2803605155 |
| Cycle du pays Qâ                          | 10 | Le Pays Qâ                          | avr. 1986  | Jean Van Hamme, Grzegorz Rosiński | 978-280360549X |
| Cycle du pays Qâ                          | 11 | Les Yeux de Tanatloc                | avr. 1987  | Jean Van Hamme, Grzegorz Rosiński | 978-2803605767 |
| Cycle du pays Qâ                          | 12 | La Cité du dieu perdu               | oct. 1987  | Jean Van Hamme, Grzegorz Rosiński | 978-2803606399 |
| Cycle du pays Qâ                          | 13 | Entre terre et lumière              | nov. 1988  | Jean Van Hamme, Grzegorz Rosiński | 978-2803607131 |
| Cycle des origines                        | 14 | Aaricia                             | mai 1989   | Jean Van Hamme, Grzegorz Rosiński | 978-280360745X |
| Cycle du Nord                             | 15 | Le Maître des montagnes             | oct. 1989  | Jean Van Hamme, Grzegorz Rosiński | 978-2803607549 |
| Cycle du Nord                             | 16 | Louve                               | nov. 1990  | Jean Van Hamme, Grzegorz Rosiński | 978-2803608456 |
| Cycle du Nord                             | 17 | La Gardienne des clés               | juin 1991  | Jean Van Hamme, Grzegorz Rosiński | 978-2803609320 |
| Cycle de Shaïgan-sans-merci               | 18 | L'Épée-soleil                       | avr. 1992  | Jean Van Hamme, Grzegorz Rosiński | 978-2803609886 |
| Cycle de Shaïgan-sans-merci               | 19 | La Forteresse invisible             | nov. 1993  | Jean Van Hamme, Grzegorz Rosiński | 978-2803610523 |
| Cycle de Shaïgan-sans-merci               | 20 | La Marque des bannis                | janv. 1995 | Jean Van Hamme, Grzegorz Rosiński | 978-2803611015 |
| Cycle de Shaïgan-sans-merci               | 21 | La Couronne d'Ogotaï                | nov. 1995  | Jean Van Hamme, Grzegorz Rosiński | 978-2803611619 |
| Cycle de Shaïgan-sans-merci               | 22 | Géants                              | nov. 1996  | Jean Van Hamme, Grzegorz Rosiński | 978-2803612208 |
| Cycle de Shaïgan-sans-merci               | 23 | La Cage                             | nov. 1997  | Jean Van Hamme, Grzegorz Rosiński | 978-2803612755 |
| Cycle du Viking errant                    | 24 | Arachnéa                            | avr. 1999  | Jean Van Hamme, Grzegorz Rosiński | 978-280361362X |
| Cycle du Viking errant                    | 25 | Le Mal bleu                         | nov. 1999  | Jean Van Hamme, Grzegorz Rosiński | 978-2803614146 |
| Cycle du Viking errant                    | 26 | Le Royaume sous le sable            | nov. 2001  | Jean Van Hamme, Grzegorz Rosiński | 978-2803616653 |
| Cycle du dernier voyage                   | 27 | Le Barbare                          | nov. 2002  | Jean Van Hamme, Grzegorz Rosiński | 978-2803617757 |
| Cycle du dernier voyage                   | 28 | Kriss de Valnor                     | oct. 2004  | Jean Van Hamme, Grzegorz Rosiński | 978-2803620030 |
| Cycle du dernier voyage                   | 29 | Le Sacrifice                        | nov. 2006  | Jean Van Hamme, Grzegorz Rosiński | 978-2803621983 |
| Cycle du successeur                       | 30 | Moi, Jolan                          | oct. 2007  | Yves Sente, Grzegorz Rosiński     | 978-2803622653 |
| Cycle du successeur                       | 31 | Le Bouclier de Thor                 | nov. 2008  | Yves Sente, Grzegorz Rosiński     | 978-2803624869 |
| Cycle du successeur                       | 32 | La Bataille d'Asgard                | nov. 2010  | Yves Sente, Grzegorz Rosiński     | 978-2803627547 |
| Cycle des mages rouges                    | 33 | Le Bateau-Sabre                     | nov. 2011  | Yves Sente, Grzegorz Rosiński     | 978-2803633456 |
| Cycle des mages rouges                    | 34 | Kah-Aniel                           | nov. 2013  | Yves Sente, Grzegorz Rosiński     | 978-2803632992 |
| Cycle des mages rouges                    | 35 | Le Feu écarlate                     | nov. 2016  | Xavier Dorison, Grzegorz Rosiński | 978-2803635481 |
| Cycle des mages rouges                    | 36 | Aniel                               | nov. 2018  | Yann, Grzegorz Rosiński           | 978-2803672172 |
| Cycle des nouveaux horizons               | 37 | L'Ermite de Skellingar              | nov. 2019  | Yann, Fred Vignaux                | 978-2803673728 |
| Cycle des nouveaux horizons               | 38 | La Selkie                           | nov. 2020  | Yann, Fred Vignaux                | 978-2803677184 |
| Cycle des nouveaux horizons               | 39 | Neokóra                             | nov. 2021  | Yann, Fred Vignaux                | 978-2803680313 |
| Cycle des nouveaux horizons               | 40 | Tupilaks                            | nov. 2022  | Yann, Fred Vignaux                | 978-2808203470 |
| Cycle des nouveaux horizons               | 41 | Mille yeux                          | nov. 2023  | Yann, Fred Vignaux                | 978-2808210850 |
| Cycle des nouveaux horizons               | 42 | Ozürr le Varègue                    | nov. 2024  | Yann, Fred Vignaux                | 9782808212939  |

### Éditions spéciales
- Première intégrale Niffle en noir et blanc, 4 recueils de 4 albums, format réduit, parus de 2002 à 2005[10].
- Seconde intégrale Niffle en noir et blanc, 5 recueils de 5 ou 6 albums (numéros 1 à 29) en très grand format, parus de 2017 à 2020[11].
- Intégrale luxe grand format Libertago, regroupant les titres par quatre en très grand format, à partir de 2020[12], 5 volumes parus à ce jour, juillet 2023.
- Il est à noter que certains tomes de Thorgal ont été traduits. Notamment en breton, par Tudual Audic. Quatre tomes ont été traduits : An tri den kozh a Vro-Aran en 2005 (Les trois vieillards du pays d’Aran). Araknea en 2005. Bugel ar stered en 2006 (L’enfant des étoiles) et Alinoe en 2006. Ces tomes ont été édités par l’éditeur Bannoù Heol. Une maison d’édition bretonne, publiant uniquement des livres dans cette langue. Chaque album a été tiré à 1000 exemplaires.

### SérieLes Mondes de Thorgal
Cette série, publiée par Le Lombard de 2010 à 2023 et confiée à plusieurs auteurs, détaille les aventures de plusieurs personnages à différents moments de la chronologie de la série principale : la jeunesse de Thorgal, la jeunesse de Kriss de Valnor, la jeunesse de Louve.

### SérieThorgal Saga
Cette série, lancée par Le Lombard en février 2023, publie des aventures autonomes créées par des auteurs souvent différents de ceux de la série principale. Ces aventures peuvent prendre place dans la chronologie de la série principale ou constituer des histoires alternatives.
| N° | Titre              | Parution   | Auteurs                                         | ISBN          |
| -- | ------------------ | ---------- | ----------------------------------------------- | ------------- |
| 1  | Adieu Aaricia      | fév. 2023  | Robin Recht                                     | 9782803679065 |
| 2  | Wendigo            | jan. 2024  | Fred Duval, Corentin Rouge                      | 9782808205917 |
| 3  | Shaïgan            | août 2024  | Yann, Roman Surzhenko                           | 9782808202923 |
| 4  | De givre et de feu | avril 2025 | Olivier Legrand, Etien David, Jean-Blaise Dijan | 9782808216289 |

## Univers de la série

### Lieux
- le Northland : pays scandinave, terre des Vikings ayant adopté Thorgal.
- le pays Qâ : un pays d’Amérique centrale[1] où se déroule le cycle du pays Qâ[13].
- Brek Zarith : situé de l'autre côté de la mer, en Écosse[1].
- le Ponant : province de l'Empire romain d'Orient (présenté d'un point de vue mishellénique dans la trilogie Le Barbare, Kriss de Valnor et Le Sacrifice).

### Peuples
- Xinjins : l'un des peuples du pays Qâ. Ils vénèrent le dieu Tanatloc.
- Chaams : autre peuple du pays Qâ, vénérant Ogotaï.
- Vikings : peuple du Northland. Ils ont recueilli Thorgal.

## Autour de la série

### Récompenses

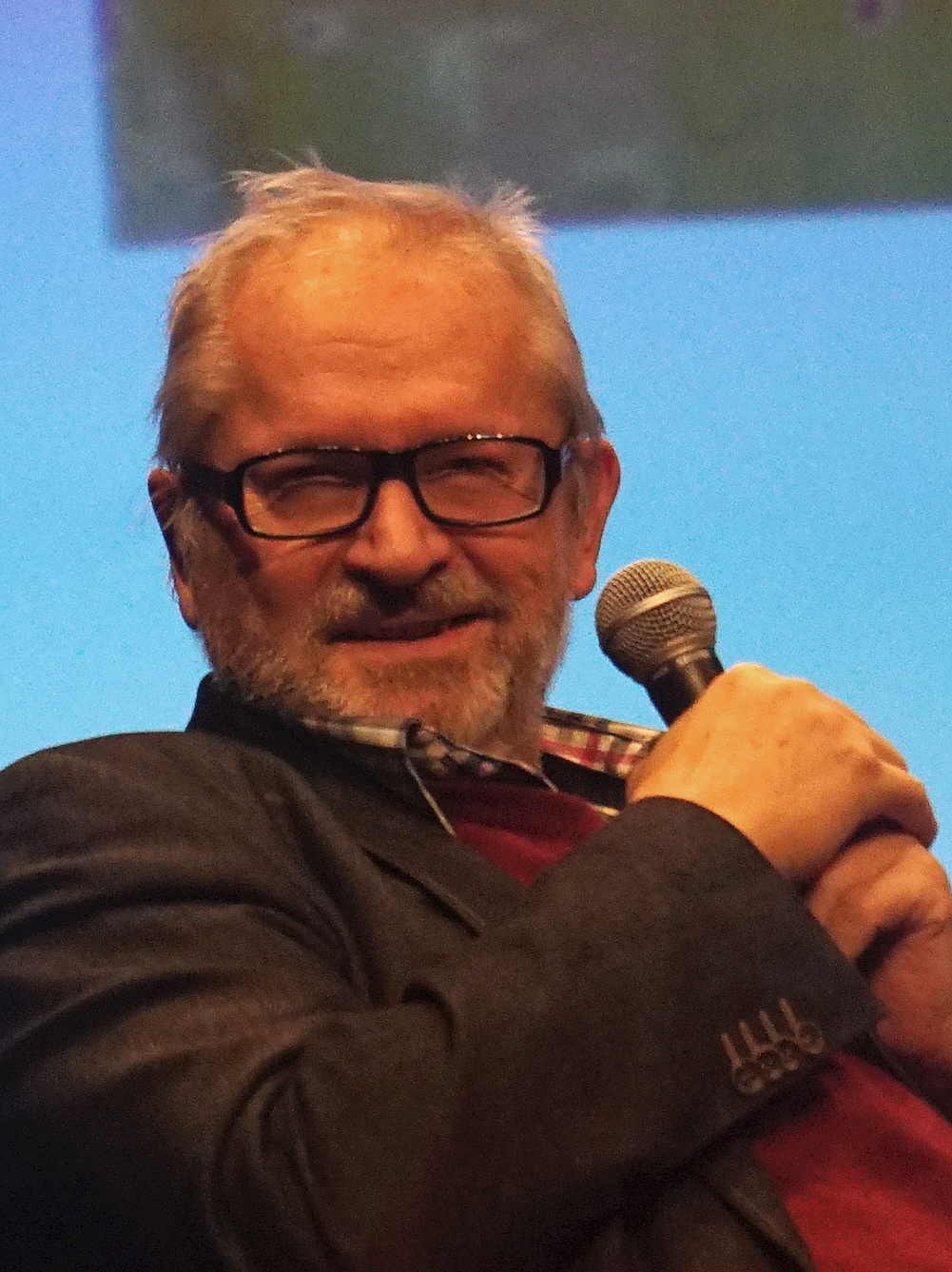
Le dessinateur Grzegorz Rosinski au 44e festival international de la Bande Dessinée, en janvier 2017.

La série vaut plusieurs prix à ses auteurs, tant pour ses scénarios que pour son dessin. Parmi les albums récompensés, citons L'Île des mers gelées, Au-delà des ombres, Les Archers et Le Pays Qâ.

### Séries parallèles
Plusieurs nouvelles séries de bande dessinée réunies sous le titre commun Les Mondes de Thorgal, ont débuté en 2010. Elles mettent en scène différents personnages récurrents de l'univers de Thorgal. Plusieurs dessinateurs et scénaristes y collaborent et tous les albums sont publiés par Le Lombard.
En 2023 débute une nouvelle série, Thorgal Saga, dont chaque album est une histoire unique (ou one shot) avec un ou des auteurs différents. Le premier tome, Adieu Aaricia, est confié à Robin Recht, dans un format long (108 pages). Elle s'intéresse à Thorgal âgé de soixante-dix ans, après la mort d'Aaricia décrite en ouverture.

### Ventes
De 1980 à 2018, Thorgal s'est vendu à 16,6 millions d'exemplaires dans dix-huit langues, dont 400 000 vendus chaque année. Elle est considérée comme un best-seller de la bande dessinée, au même titre que des séries comme Astérix, XIII, Largo Winch, Lucky Luke ou Les Tuniques bleues. Quant aux séries parallèles des Mondes de Thorgal, elles se sont écoulées à 1,6 million d'albums vendus.

## Adaptations dans d'autres médias

### Livre-jeu
- Stéphane Hardy (ill. Adrien Tardy), Escape Game Thorgal, Éditions Mango, 2022, 128 p. (ISBN 978-2-317-02563-1).

### Vidéos

#### Strip vidéo
Les Archers (1991)
- Réalisation : Jean Leyder
- Doublage :
  - Thorgal : Jacques Viala
  - Kriss de Valnor : Edith Barijaona
  - Tjall : Bernard Cogniaux

#### BDVD aux éditions Seven 7
En 2005 paraît un DVD reprenant l'intrigue de la trilogie du Pays Qâ sous la forme de cases de la BD montées en film et accompagnées des voix des personnages et de bruitages : le résultat est baptisé BDVD (BD en DVD) par l'éditeur Seven 7. Deux BDVD paraissent de cette façon : Thorgal entre les faux dieux en 2005 puis Thorgal dans les griffes de Kriss en 2006.

##### Thorgal entre les faux dieux(2005)
- Réalisation : Sébastien Rost
- Doublage
  - Thorgal : Thierry Kazazian
  - Kriss de Valnor : Dorothée Pousséo
  - Aaricia : Suzanne Sindberg
  - Jolan : Jules Meary
  - Tjall : Charles Pestel

### Jeu vidéo
La bande dessinée donne lieu à une adaptation en jeu vidéo d'aventure en 2002 : Thorgal : La Malédiction d'Odin, jouable sous Windows, édité par Cryo Interactive. Le jeu, de type pointer-et-cliquer, développe un scénario original qui n'est pas de Van Hamme mais qui a été approuvé par lui. Il reprend plusieurs personnages de la série, dont Kriss de Valnor et la Gardienne des clés.

### Jeux de société
Un jeu de plateau coopératif, adaptant 7 aventures de Thorgal, a été publié en 2024 par Portal Games. Chaque scenario est indépendant et peut être joué de 1 à 4 joueurs, entre 90 et 120 minutes.

### Musique
L'album Thorgal, par Éric Mouquet, avec Katie Mc Nally, Valérie de Waelle, Virginie Shaeffer, Anne Servaty, Alexandra Vassenne, Patrick Ridremont et Michel Vilain paru en 2000 a été réalisé par le compositeur belge Philippe Malempré avec l'aide de Henri-Denis Golenvaux et Jean-Luc Goossens. Cet album s'inspire directement de l'univers de la BD, avec 17 titres dont Enfant des Étoiles, Terres du Nord ou encore Louve.

### Projet de série télévisée
Le 20 octobre 2016, The Hollywood Reporter déclare que le réalisateur allemand Florian Henckel von Donnersmarck, oscarisé grâce à La Vie des autres et amateur de la bande dessinée, projette d'adapter la série de bande dessinée en une série télévisée tournée en live. L'accord est donné par Van Hamme, Rosinski ainsi que par Le Lombard, l'éditeur,,. Après dix ans de discussions, il obtient les droits en septembre 2018 et place alors Thorgal en tête de liste de ses futurs projets,.

## Chronologie
Les albums de Thorgal peuvent être lus selon différents ordres de lecture : par niveau (c'est-à-dire par ordre chronologique de déroulement de l'histoire), par série ou par ordre de parution.
| Cycle                                           | Série                                   | Ordre | Numéro | Titre                               |
| ----------------------------------------------- | --------------------------------------- | ----- | ------ | ----------------------------------- |
| Cycle des origines                              | Thorgal                                 | 1     | 7      | L'Enfant des étoiles                |
| Cycle des origines                              | Thorgal                                 | 2     | 14     | Aaricia                             |
| Cycle de la jeunesse de Thorgal                 | Les Mondes de Thorgal - La Jeunesse     | 3     | 1      | Les Trois Sœurs Minkelsönn          |
| Cycle de la jeunesse de Thorgal                 | Les Mondes de Thorgal - La Jeunesse     | 4     | 2      | L'Œil d'Odin                        |
| Cycle de la jeunesse de Thorgal                 | Les Mondes de Thorgal - La Jeunesse     | 5     | 3      | Runa                                |
| Cycle de la jeunesse de Thorgal                 | Les Mondes de Thorgal - La Jeunesse     | 6     | 4      | Berserkers                          |
| Cycle de la jeunesse de Thorgal                 | Les Mondes de Thorgal - La Jeunesse     | 7     | 5      | Slive                               |
| Cycle de la jeunesse de Thorgal                 | Les Mondes de Thorgal - La Jeunesse     | 8     | 6      | Le Drakkar des glaces               |
| Cycle de la jeunesse de Thorgal                 | Les Mondes de Thorgal - La Jeunesse     | 9     | 7      | La Dent bleue                       |
| Cycle de la jeunesse de Thorgal                 | Les Mondes de Thorgal - La Jeunesse     | 10    | 8      | Les Deux Bâtards                    |
| Cycle de la jeunesse de Thorgal                 | Les Mondes de Thorgal - La Jeunesse     | 11    | 9      | Les Larmes de Hel                   |
| Cycle de la jeunesse de Thorgal                 | Les Mondes de Thorgal - La Jeunesse     | 12    | 10     | Sydönia                             |
| Cycle de la jeunesse de Thorgal                 | Les Mondes de Thorgal - La Jeunesse     | 13    | 11     | Grym                                |
| Cycle de la reine des mers gelées               | Thorgal                                 | 14    | 1      | La Magicienne trahie                |
| Cycle de la reine des mers gelées               | Thorgal                                 | 15    | 2      | L'Île des mers gelées               |
| Cycle des bienveillants                         | Thorgal                                 | 16    | 3      | Les Trois Vieillards du pays d'Aran |
| Cycle de Brek Zarith                            | Thorgal                                 | 17    | 4      | La Galère noire                     |
| Cycle de Brek Zarith                            | Thorgal                                 | 18    | 5      | Au-delà des ombres                  |
| Cycle de Brek Zarith                            | Thorgal                                 | 19    | 6      | La Chute de Brek Zarith             |
| Cycle des rêves                                 | Thorgal                                 | 20    | 8      | Alinoë                              |
| Cycle du pays Qâ                                | Thorgal                                 | 21    | 9      | Les Archers                         |
| Cycle du pays Qâ                                | Thorgal                                 | 22    | 10     | Le Pays Qâ                          |
| Cycle du pays Qâ                                | Thorgal                                 | 23    | 11     | Les Yeux de Tanatloc                |
| Cycle du pays Qâ                                | Thorgal                                 | 24    | 12     | La Cité du dieu perdu               |
| Cycle du pays Qâ                                | Thorgal                                 | 25    | 13     | Entre terre et lumière              |
| Cycle du voyage vers le Nord                    | Thorgal                                 | 26    | 15     | Le Maître des montagnes             |
| Cycle du voyage vers le Nord                    | Thorgal                                 | 27    | 16     | Louve                               |
| Cycle du voyage vers le Nord                    | Thorgal                                 | 28    | 17     | La Gardienne des clés               |
| Cycle de Shaïgan-sans-merci                     | Thorgal                                 | 29    | 18     | L'Épée-soleil                       |
| Cycle de Shaïgan-sans-merci                     | Thorgal                                 | 30    | 19     | La Forteresse invisible             |
| Cycle de Shaïgan-sans-merci                     | Thorgal                                 | 31    | 20     | La Marque des bannis                |
| Cycle de Shaïgan-sans-merci                     | Thorgal                                 | 32    | 21     | La Couronne d'Ogotaï                |
| Cycle de Shaïgan-sans-merci                     | Thorgal                                 | 33    | 22     | Géants                              |
| Cycle de Shaïgan-sans-merci                     | Thorgal                                 | 34    | 23     | La Cage                             |
| Cycle des épopées                               | Thorgal                                 | 35    | 24     | Arachnéa                            |
| Cycle des épopées                               | Thorgal                                 | 36    | 25     | Le Mal bleu                         |
| Cycle des épopées                               | Thorgal                                 | 37    | 26     | Le Royaume sous le sable            |
| Cycle du début de la fin                        | Thorgal                                 | 38    | 27     | Le Barbare                          |
| Cycle du début de la fin                        | Thorgal                                 | 39    | 28     | Kriss de Valnor                     |
| Cycle du début de la fin                        | Thorgal                                 | 40    | 29     | Le Sacrifice                        |
| Cycle de Manthor                                | Thorgal                                 | 41    | 30     | Moi, Jolan                          |
| Cycle des Walkyries                             | Les Mondes de Thorgal - Kriss de Valnor | 42    | 1      | Je n'oublie rien !                  |
| Cycle de Manthor                                | Thorgal                                 | 43    | 31     | Le Bouclier de Thor                 |
| Cycle d'Azzalepsön                              | Les Mondes de Thorgal - Louve           | 44    | 1      | Raïssa                              |
| Cycle des Walkyries                             | Les Mondes de Thorgal - Kriss de Valnor | 45    | 2      | La Sentence des Walkyries           |
| Cycle de Manthor                                | Thorgal                                 | 46    | 32     | La Bataille d'Asgard                |
| Cycle d'Azzalepsön                              | Les Mondes de Thorgal - Louve           | 47    | 2      | La Main coupée du dieu Tyr          |
| Cycle des mages rouges et de la religion unique | Thorgal                                 | 48    | 33     | Le Bateau-Sabre                     |
| Cycle des mages rouges et de la religion unique | Les Mondes de Thorgal - Kriss de Valnor | 49    | 3      | Digne d'une reine                   |
| Hors cycle                                      | Les Mondes de Thorgal - Hors-série      | 50    | 0      | Aux origines des Mondes             |
| Cycle d'Azzalepsön                              | Les Mondes de Thorgal - Louve           | 51    | 3      | Le Royaume du chaos                 |
| Cycle des mages rouges et de la religion unique | Les Mondes de Thorgal - Kriss de Valnor | 52    | 4      | Alliances                           |
| Cycle des mages rouges et de la religion unique | Thorgal                                 | 53    | 34     | Kah-Aniel                           |
| Cycle de la louve noire                         | Les Mondes de Thorgal - Louve           | 54    | 4      | Crow                                |
| Cycle des mages rouges et de la religion unique | Les Mondes de Thorgal - Kriss de Valnor | 55    | 5      | Rouge comme le Raheborg             |
| Cycle de la louve noire                         | Les Mondes de Thorgal - Louve           | 56    | 5      | Skald                               |
| Cycle des mages rouges et de la religion unique | Les Mondes de Thorgal - Kriss de Valnor | 57    | 6      | L'Île des enfants perdus            |
| Cycle du chaos des mondes                       | Les Mondes de Thorgal - Louve           | 58    | 6      | La Reine des Alfes noirs            |
| Cycle des mages rouges et de la religion unique | Thorgal                                 | 59    | 35     | Le Feu écarlate                     |
| Cycle du chaos des mondes                       | Les Mondes de Thorgal - Louve           | 60    | 7      | Nidhogg                             |
| Cycle d'Aniel                                   | Les Mondes de Thorgal - Kriss de Valnor | 61    | 7      | La Montagne du temps                |
| Cycle d'Aniel                                   | Les Mondes de Thorgal - Kriss de Valnor | 62    | 8      | Le Maître de justice                |
| Cycle des mages rouges et de la religion unique | Thorgal                                 | 63    | 36     | Aniel                               |
| Cycle des nouveaux horizons                     | Thorgal                                 | 64    | 37     | L'Ermite de Skellingar              |
| Cycle des nouveaux horizons                     | Thorgal                                 | 65    | 38     | La Selkie                           |
| Cycle des nouveaux horizons                     | Thorgal                                 | 66    | 39     | Neokóra                             |
| Cycle des nouveaux horizons                     | Thorgal                                 | 67    | 40     | Tupilaks                            |
| Cycle des nouveaux horizons                     | Thorgal                                 | 68    | 41     | Mille yeux                          |
| Cycle des nouveaux horizons                     | Thorgal                                 | 69    | 42     | Ozürr le Varègue                    |
| Histoire unique                                 | Thorgal Saga                            | 70    | 1      | Adieu Aaricia                       |

#### Ouvrages
- Karin Heller, Une expression contemporaine du mythe : analyse des bandes dessinées dites fantastiques des années 1980-1990 (thèse de doctorat en histoire des religions sous la direction de Michel Meslin), Paris, Paris 4 Sorbonne, soutenue en 1997 (lire en ligne)Thèse étudiant quatre séries de bandes dessinées : Thorgal (Jean van Hamme et Grzegorz Rosinski), Une aventure de John Difool (Alessandro Jodorowsky et Moebius), Les Tortues Ninja (Peter Laird et Kevin Eastman) et Le Monde d'Arkadi (Caza).
- Nicolas Lesire, Trois femmes pour un héros : une analyse des personnages féminins dans la série Thorgal, Louvain-la-Neuve, GRIT (Département d'études romanes, Louvain-la-Neuve), coll. « Texte-image / Phylactères », 2000
- Thorgal et la saga des vikings : les aventures de l'Enfant des étoiles à la lumière de l'histoire, Paris, Historia, janvier 2017, 130 p. (ISBN 979-10-90956-36-0, BNF 45210578)Originellement paru sous la forme d'un hors-série du magazine Historia avec couverture souple, no 6, en novembre 2016, 130 p..
- Grzegorz Rosiński, Thorgal - 40 ans : Artbook, Le Lombard, coll. « Thorgal », 1er décembre 2017 (ISBN 978-2-8036-7090-1)
- Patrick Gaumer, « Thorgal », dans Dictionnaire mondial de la BD, Paris, Larousse, 2010 (ISBN 9782035843319), p. 840-841
- Paul Gravett (dir.), « De 1970 à 1989 : Thorgal », dans Les 1 001 BD qu'il faut avoir lues dans sa vie, Flammarion, 2012 (ISBN 2081277735), p. 424-425

#### Articles
- Jean-Claude Mühlethaler, « Thorgal face aux tyrans : sur la persistance de l'imaginaire médiéval dans la bande dessinée », Études de lettre,‎ 2001, p. 85 à 100 (présentation en ligne)
- (pl) Katarzyna Mikołajczyk, « Od Zdradzonej czarodziejki do Ofiary – fenomen serii komiksów Grzegorza Rosińskiego i Jeana van Hamme'a Thorgal », Literatura i Kultura Popularna, no 14,‎ 2008, p. 141 à 148 (présentation en ligne)
- Jean-Pierre Fuéri, « Thorgal », Casemate, no 95,‎ août-septembre 2016
- Pierrick Desfontaine, Prune Mesyngier et Jean-Nicolas Renaud, « Thorgal, une masculinité « douce » comme modèle pour la jeunesse », Agora débats/jeunesses, no 78,‎ janvier 2018, p. 67 à 85 (présentation en ligne)